# Escut de Sant Aniol de Finestres
L'escut oficial de Sant Aniol de Finestres és un dels símbols d'aquest municipi i es descriu mitjançant el següent blasonament:
Escut caironat: de sinople, un castell obert faixat d'argent i de gules. Per timbre una corona mural de poble.

## Escut
La composició de l'escut està formada sobre un fons en forma de quadrat recolzat sobre un dels seus vèrtexs, anomenat escut caironat, segons la configuració difosa a Catalunya i d'altres indrets de l'antiga Corona d'Aragó i adoptada per l'administració a les seves especificacions per al disseny oficial dels municipis dels ens locals. És de color verd (sinople), amb la representació heràldica d'un castell amb les portes i finestres del mateix color que el fons (obert) i que com a color té una alternança de faixes blanques o gris clar i vermelles (faixat d'argent i de gules).
L'escut està acompanyat a la part superior d'un timbre en forma de corona mural, que és l'adoptada pel Departament de Governació d'Administracions Locals de la Generalitat de Catalunya per timbrar genèricament els escuts dels municipis. En aquest cas, es tracta d'una corona mural de poble, que bàsicament és un llenç de muralla groc (or) amb portes i finestres de color negre (tancat de sable), amb quatre torres merletades, de les quals se'n veuen tres.
Va ser aprovat el 13 d'octubre de 1988 i publicat al DOGC el 9 de novembre del mateix any amb el número 1066. S'hi representa el castell de Finestres (segle x), un poble del municipi, al qual pertanyia Sant Aniol. El faixat d'argent i de gules són les armes dels barons de Santa Pau, senyors del castell. Antigament, es feia servir un escut on ja apareixia el castell faixat de blanc o gris clar (argent) i de vermell (gules), però sota un fons de color blau (atzur) en comptes de verd (sinople).

## Bandera

Bandera adoptada el 1998.

La bandera oficial de Sant Aniol de Finestres (Garrotxa) es descriu de la manera següent: 
Bandera apaïsada de proporcions dos d'alt per tres de llarg, verda, amb el castell, faixat de tres feixes blanques i tres vermelles, de l'escut, d'altura 4/6 de la del drap, al centre.
L'Ajuntament va acordar en ple iniciar l'expedient d'adopció de la bandera el dia 9 de setembre de 1998. Després dels tràmits reglamentaris, la bandera es va aprovar el 19 d'octubre següent i fou publicada al DOGC número 2.766 de 16 de novembre del mateix any. La bandera incorpora el castell faixat d'argent i gules present a l'escut de la localitat, sota un fons de color verd, el mateix que té el mencionat escut (és de sinople).